# Raj na ziemi (album)
Raj na ziemi – album studyjny polskiego zespołu pop-rockowego Kukiz i Piersi. Wydawnictwo ukazało się 24 listopada 1997 nakładem wytwórni muzycznej Pomaton EMI.
Materiał był promowany teledyskiem do utworu „Całuj mnie” i „O, Hela”. Ostatni z wideoklipów, w 1997 roku uzyskał nominację do nagrody polskiego przemysłu fonograficznego Fryderyka w kategorii Teledysk roku.
Album uzyskał certyfikat złotej płyty w wyniku sprzedaży ponad 50 000 egzemplarzy.

## Lista utworów
Opracowano na podstawie materiału źródłowego.
1. „Wiecna” (utwór tradycyjny) – 2:02
2. „Gorzałeczka – kochaneczka” (muz. i sł. Paweł Kukiz) – 3:47
3. „To przesłuchanie, chamie” (muz. i sł. Paweł Kukiz) – 0:55
4. „Wyrzucił mnie z roboty...” (muz. Marek Kryjom, sł. Paweł Kukiz) – 2:27
5. „Siwy koniu, siwy” (utwór tradycyjny) – 0:45
6. „Gnaj koniku kopytniku...” (muz. i sł. Paweł Kukiz) – 3:40
7. „Co masz w sobie takiego?” (muz. i sł. Paweł Kukiz) – 3:49
8. „Oszukałaś mnie...” (muz. i sł. Paweł Kukiz) – 2:37
9. „Adios Czikita, adios...” (muz. i sł. Paweł Kukiz) – 4:11
10. „Całuj Mnie” (muz. Piersi, sł. Paweł Kukiz) – 4:18
11. „O, Hela !!!” (muz. i sł. Paweł Kukiz) – 3:36
12. „Małżeństwo na wieczne ślubowanie” (muz. i sł. Paweł Kukiz) – 1:49
13. „Starem zjechany jadę” (muz. i sł. Paweł Kukiz) – 4:40
14. „No to jeszcze raz” (muz. i sł. Paweł Kukiz) – 3:01
15. „Męki pokonsumpcyjne” (muz. i sł. Paweł Kukiz) – 0:35
16. „Syn nam się narodził !!!” (muz. Piersi, sł. Paweł Kukiz) – 3:54
17. „Impresje nacjonalistyczne” – Czyli Rzecz O Syna Wychowaniu” (muz. Rafał Jezierski, Paweł Kukiz, sł. Paweł Kukiz) – 2:39
18. „Chodź tu miła” (muz. Piersi, sł. Paweł Kukiz) – 2:29 (utwór dodatkowy)
19. „Corridowy” (muz. i sł. Paweł Kukiz) – 0:25 (utwór dodatkowy)

## Twórcy
Opracowano na podstawie materiału źródłowego.
| Zespół Kukiz i Piersi w składzie - Marek Kryjom – banjo, flet, harmonijka ustna, wokal - Zbigniew „Dziadek” Moździerski – gitara basowa, wokal - Krzysztof Wiercigroch – perkusja - Wojciech Cieślak – gitara, wokal - Paweł Kukiz – wokal, instrumenty klawiszowe, produkcja muzyczna Ponadto w sesji udział wzięli: - Piotr Majerczyk – muzyka góralska - Grzegorz Pintcher – muzyka góralska - Łukasz Golec – trąbka - Sebastian Sołdrzyński – trąbka - Krystian Broniarz – saksofon altowy - Artur Włodkowski – saksofon tenorowy - Paweł Golec – puzon - Sławomir Rosiak – puzon | Produkcja - Adam Toczko – produkcja muzyczna - Alex Pavlovicz – zdjęcia - Paweł Wroniszewski – zdjęcia - Rafał Wójtowicz – rysunki |